# 55753 Раман
55753 Раман (55753 Raman) — астероїд головного поясу, відкритий 13 вересня 1991 року.
Тіссеранів параметр щодо Юпітера — 3,315.